# برذون
بـِرذَون (ستور تاتاری) یا اپسیلون قِنطورس از ستارگان صورت فلکی قِنطورِس است.